# Caixa Tem
Caixa Tem é um aplicativo de serviço sociais e transações bancárias, lançado em 6 de abril de 2020 e disponível para Android e iOS. O aplicativo teve sua criação para disponibilizar o acesso à poupança social digital utilizada para receber o Auxilio Emergencial pela Lei Nº 13.982, de 2 de abril de 2020 do Governo Jair Bolsonaro, e o Saque Emergencial FGTS autorizado pela Medida Provisória Nº 946 de 7 de abril de 2020.

## Funcionalidades
No aplicativo é possível realizar o cadastro após preencher todas as informações necessárias e que irão servir para acessar o aplicativo para obter o Auxilio Emergencial ou Saque Emergencial FGTS. O aplicativo oferece funcionalidades diversas contando com a Transferência bancária, Saque sem cartão, Pagamento na maquininha, Cartão de débito virtual e etc..
A funcionalidade do aplicativo se baseia em uma conta poupança, porém sem nenhum tipo de custo para o usuário.  As funções que estão disponibilizadas no aplicativo é semelhante a demais aplicativos de carteiras digitais. Aos indivíduos que utilizam o app, poderão realizar transferências por meio do PIX por exemplo, assim podendo destinar o dinheiro ali disponibilizado para bancos digitais ou físicos.   
Se o usuário obter saldo disponível em sua conta, será possível que o indivíduo consiga realizar transferências ilimitadas para contas que pertencem a Caixa, e um limite de 3 (três) transações mensais para outros bancos que não sejam o da caixa, obtendo um limite de movimentação de R$ 600,00 reais e de R$ 1 mil por dia.
O Caixa Tem, disponibiliza o acesso de informações sobre benefícios disponibilizados pelo Governo Federal, como o Auxílio Emergencial, por exemplo, além de proporcionar informações relacionadas ao Seguro-Desemprego, Bolsa Família e o PIS.
Além disso, o aplicativo disponibiliza um cartão de débito virtual que é solicitado por meio do próprio aplicativo, com o propósito de ser utilizado em compras realizadas pela internet.

## Versões

### Android
| Versão | Data de lançamento  | Modificações                                |
| ------ | ------------------- | ------------------------------------------- |
| 1.0    | 9 de abril de 2020  | - O lançamento do aplicativo na plataforma. |
| 1.17.2 | 29 de abril de 2020 | - Correções e melhorias.                    |
| 1.20.0 | 8 de maio de 2020   | - Correções e melhorias.                    |
| 1.21.0 | 18 de maio de 2020  | - Melhorias e correções.                    |
| 1.22.5 | 1 de junho de 2020  | - Pagamento QR Code.                        |
| 1.24.0 | 23 de junho de 2020 | - Correções e melhorias.                    |
| 1.25.0 | 26 de junho de 2020 | - Correções e melhorias.                    |
| 1.25.1 | 29 de junho de 2020 | - Correções e melhorias.                    |
| 1.25.3 | 30 de junho de 2020 | - Correções e melhorias.                    |
| 1.25.5 | 1 de julho de 2020  | - Correções e melhorias.                    |
| 1.25.9 | 4 de julho de 2020  | - Recarga de chip pré-pago.                 |
| 1.26.5 | 12 de julho de 2020 | - Correções e melhorias.                    |
| 1.26.8 | 24 de julho de 2020 | - Correções e melhorias.                    |

### iOS
| Versão | Data de lançamento     | Modificações |
| ------ | ---------------------- | --- |
| 1.0    | 9 de abril de 2020     | - O lançamento do aplicativo na plataforma. |
| 1.17.2 | 29 de abril de 2020    | - Correções e melhorias. |
| 1.20.0 | 8 de maio de 2020      | - Correções e melhorias. |
| 1.21.0 | 18 de maio de 2020     | - Melhorias e correções. |
| 1.22.5 | 1 de junho de 2020     | - Pagamento QR Code. |
| 1.24.0 | 23 de junho de 2020    | - Correções e melhorias. |
| 1.25.0 | 26 de junho de 2020    | - Correções e melhorias. |
| 1.26.6 | 23 de julho de 2020    | - Correções e melhorias. |
| 1.27.1 | 3 de agosto de 2020    | - Correções e melhorias. |
| 1.28.0 | 6 de agosto de 2020    | - Correções e melhorias. |
| 1.29.0 | 27 de agosto de 2020   | - Correções e melhorias |
| 1.30.0 | 18 de setembro de 2020 | - Correções e melhorias |
| 1.31.1 | 3 de outubro de 2020   | - Correções e melhorias |
| 1.33.4 | 14 de novembro de 2020 | - Correções e melhorias |
| 1.34.0 | 15 de dezembro de 2020 | - Correções e Melhorias |
| 1.35.0 | 20 de janeiro de 2021  | - Correções e Melhorias |
| 1.37.0 | 2 de março de 2021     | - Correções e melhorias |
| 1.37.1 | 15 de março de 2021    | - Correções e melhorias |
| 1.38.1 | 4 de abril de 2021     | - Correções e Melhorias |
| 1.38.2 | 8 de abril de 2021     | - Correções de erros |
| 1.40.0 | 17 de maio de 2021     | - v1.40.0 |
| 1.41.1 | 27 de junho de 2021    | - Correções e melhorias |
| 1.44.1 | 28 de julho de 2021    | - Nesta versão do CAIXA Tem está sendo disponibilizado aos seus usuários correções e melhorias em funcionalidades como: Recarga de transporte, Crédito Caixa Tem, Pagamento Via Pix, Agendamento de transações Pix. |
| 1.44.2 | 4 de agosto de 2021    | - Nesta versão do CAIXA Tem estão sendo disponibilizadas aos seus usuários, correções e melhorias em funcionalidades como: Recarga de transporte, Pagamento Via Pix e Agendamento de transações Pix.                |
| 1.47.0 | 8 de setembro de 2021  | - Nesta versão do CAIXA Tem foram disponibilizadas aos seus usuários, correções e melhorias em funcionalidades como: acesso facilitado ao app, agendamento Pix e encerramento de conta.                             |
| 1.48.0 | 18 de setembro de 2021 | - Nesta versão do CAIXA Tem foram disponibilizadas aos seus usuários, correções e melhorias em funcionalidades como: Cartão de Débito Virtual e Recarga de Transporte.                                              |

## Problemas Técnicos
No dia 10 de julho de 2020, os usuários reportaram problemas técnicos no uso do aplicativo. Desde que a primeira parcela do auxílio emergencial foi disponibilizada no aplicativo, utilizado para movimentar o dinheiro, passa por instabilidades durante o período em que o valor é depositado.
E também à reclamação dos usuários pela dificuldade em acessar o aplicativo. Os usuários reclamam a demora para checar informações, além da demora causada pela fila virtual, os usuários tem encontrado dificuldades na hora de usar o dinheiro em alguns estabelecimentos.
Obtendo mais informações, no dia 21 de agosto de 2021, vários indivíduos utilizaram as redes sociais para relatar problemas com o aplicativo Caixa Tem. Com analise das reclamações feitas, observa uma reclamação massiva em falhas que o aplicativo vem apresentando, até mesmo não conseguindo efetuar a realização de operações relativamente básicas do aplicativo, como por exemplo: movimentação de dinheiro.  Os problemas relatos são diversos e variam de usuário para usuário, problemas como a não abertura do aplicativo, além de diversas reclamações envolvendo a mensagem que o próprio aplicativo envia que os sistema se encontra fora do ar. E o mesmo solicita que volte a tentar novamente mais tarde, porém esta espera aparentemente nunca tem fim.
E estas falhas acabam causando causando grandes preocupações principalmente para usuários que desejam movimentar o dinheiro do Auxílio Emergencial. Principalmente quando o auxilio é liberado previamente liberado para a utilização por meio do aplicativo, assim surge uma demanda por uma funcionalidade do aplicativo.